# Now I Lay Me

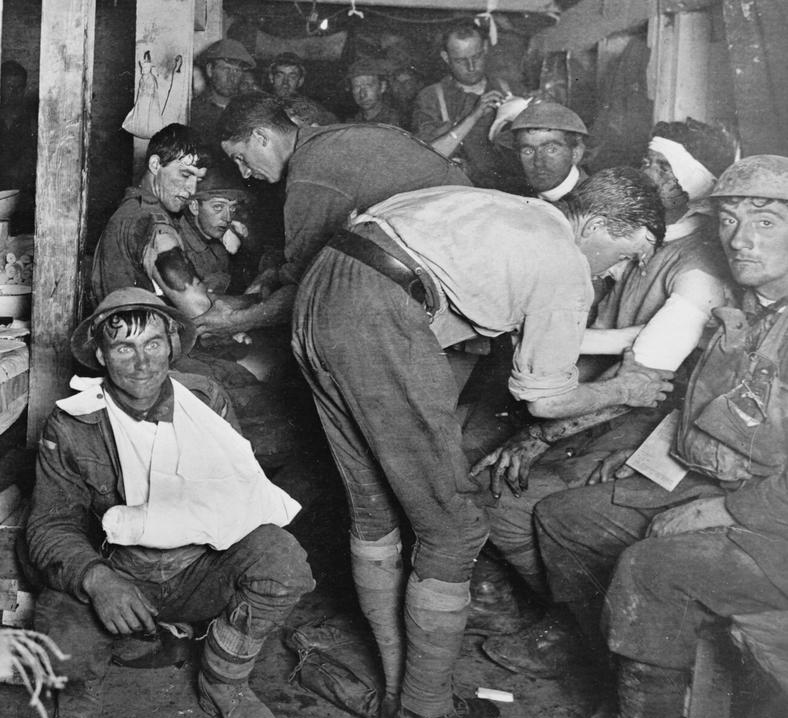
Der Soldat unten links hat den sogenannten "Tausend-Yard-Blick", ein bekanntes Symptom des Shell-Shocks

Now I Lay Me ist eine Kurzgeschichte von Ernest Hemingway, die erstmals 1927 in der Anthologie Männer ohne Frauen veröffentlicht wurde. Die deutsche Übersetzung von Annemarie Horschitz-Horst trägt den Titel Müde bin ich, geh zur Ruh. Der Text behandelt die Auswirkungen einer posttraumatischen Belastungsstörung in Folge des Ersten Weltkrieges und die Handlungen der sogenannten Kriegszitterer.

## Inhalt

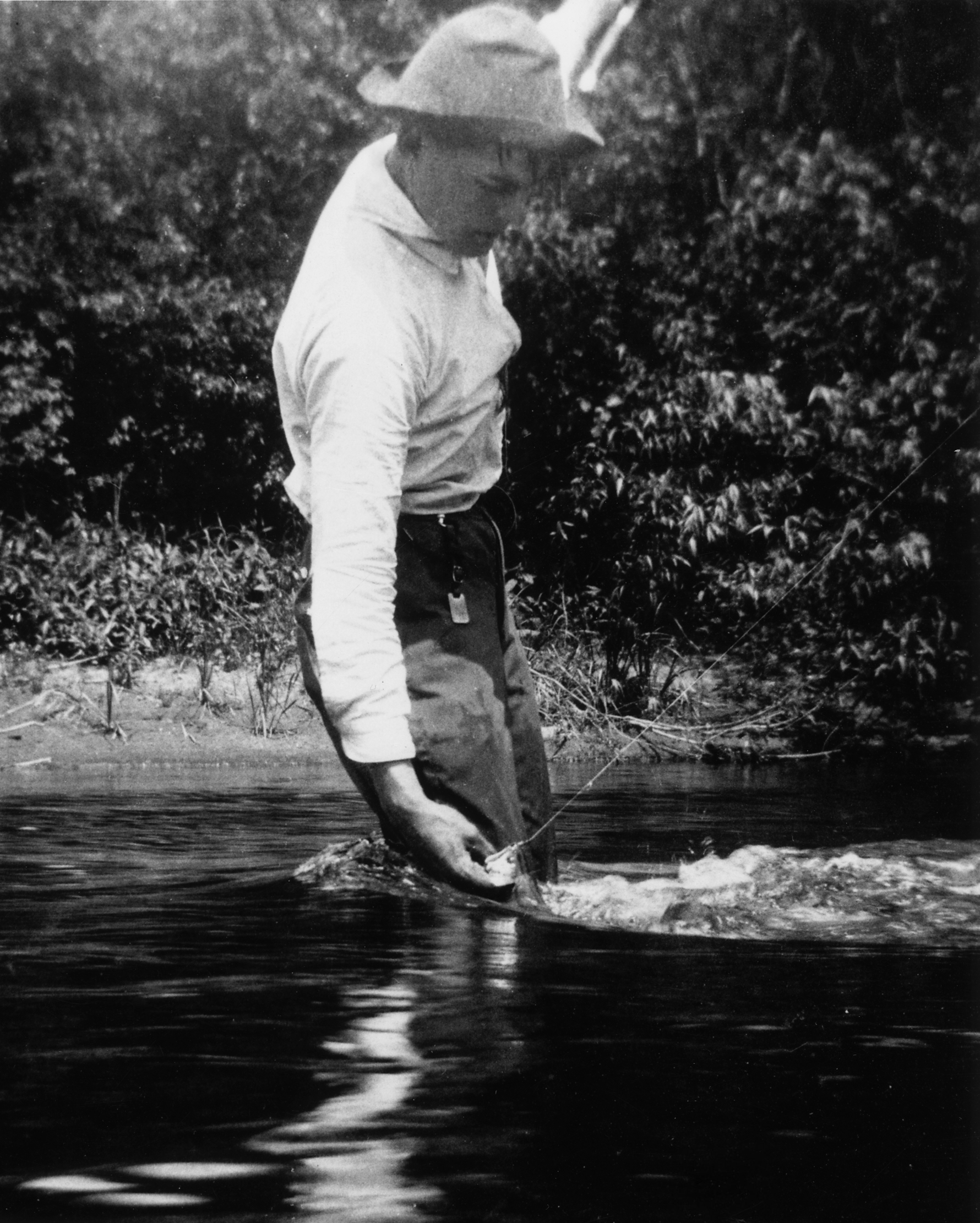
Hemingway fischt 1916 im Walloon Lake, Michigan

Ich-Erzähler der Story ist Nick Adams, der nach einer schweren Verwundung glaubt, seine Seele würde seinen Körper verlassen, wenn er im Dunkeln einschläft. Daher hält er sich nachts wach. Er denkt sehr intensiv ans Fischen und Angeln und macht förmlich Traumreisen zu unterschiedlichen Strömen. Er geht diesen Reisen sehr detailtreu nach und hat in seiner Vorstellung mehrmals das Problem, keinen Köder zu haben, wobei er dem Leser offenbart, was alles als Köder benutzt werden kann, wenn keine Würmer mehr vorhanden sind. Zum Schluss denkt er sich Orte aus, an denen er fischen könnte, stößt aber auch dort auf seine Probleme mit den Ködern.

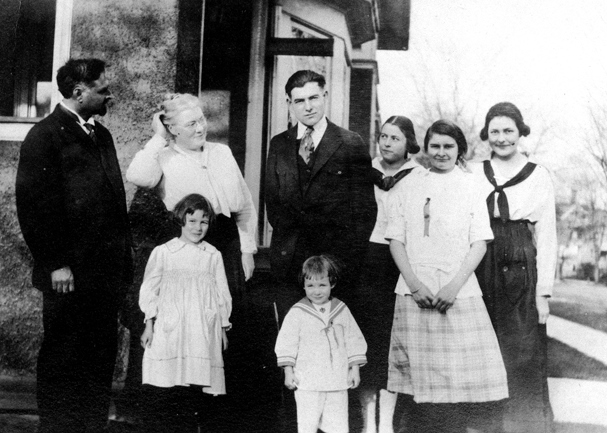
Hemingway im Zentrum seiner Familie, etwa 1917

In manchen Nächten kommt es Nick unmöglich vor ans Fischen zu denken, weshalb er versucht für alle Menschen, die er je gekannt hat, Gebete aufzusagen. Er versucht sich auch an alles zu erinnern, bevor er in den Krieg zog. Dabei denkt er vor allem daran, dass sie nach dem Tod des Großvaters aus seinem Geburtshaus ausgezogen waren und alles, was sie nicht mitnehmen wollten, im Garten in einem großen Feuer verbrannten. An eine ähnliche Szene denkt er später; in dieser Erinnerung hatte seine Mutter das Haus aufgeräumt und Sachen von Nicks Vater verbrannt, als dieser auf einem Jagdausflug war. Als der Vater zurückkehrte, versuchte er zu retten, was er konnte, doch das Beste wurde vom Feuer im Garten zerstört.

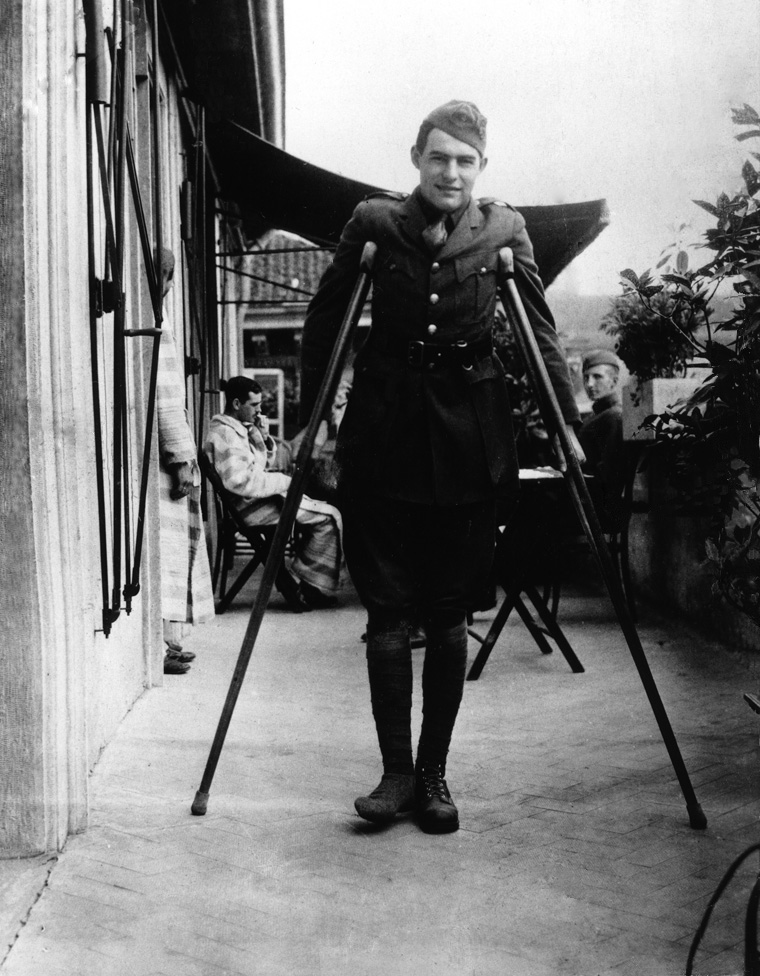
Hemingway in einem Mailänder Lazarett, 1918

In manch anderen Nächten kann sich Nick nur schwer an den Wortlaut der Gebete erinnern. Deshalb kann er auch nicht beten und beschäftigt sich mit nahezu kindischen Aufgaben nach, wie etwa alle Tiere oder Städte der Welt bei Namen zu nennen.
Mit Nick ist ein weiterer Mann im Zimmer, der auch wach ist, weil er unter Schlafstörungen leidet. Sie unterhalten sich, Chicago, denn beide arbeiten dort und der andere Mann, der von Nick als "John" angeredet wird, nennt Nick „Signor Tenente“. Schließlich kommt das Thema Frauen zur Sprache. John unterhält einen lebhaften Briefwechsel mit seiner Gattin und kann nicht glauben, dass Nick unverheiratet ist. Er schlägt ihm vor, sich eine hübsche Italienerin zu suchen und noch vor Ort zu heiraten oder sich zu Hause diejenige auszusuchen, die das meiste Geld hat. Nick geht nur zögerlich darauf ein.
Nick und John beschließen schließlich etwas zu schlafen, woraufhin Nick ihn auf der Matratze hört. Er selbst denkt an alle Mädchen, die er je gekannt hat, und überlegt, was für Ehefrauen sie abgäben, aber mit der Zeit, findet er, verschwimmen sie und wirken alle gleich. Also betet Nick wieder, auch für John. Er ist froh, dass dessen Jahrgang von der Front zurückgezogen wurde. Nick berichtet dann von später und davon, wie John ihn in Mailand im Lazarett besucht habe und außer sich gewesen sei, weil Nick noch immer unverheiratet war. Der Erzähler schließt anschließend daraus, dass John noch sprachloser wäre, wenn er wüsste, dass Nick noch immer nicht geheiratet habe. Dabei würde die Ehe nach Johns Auffassung, so schlussfolgert Nick, alles ins Lot bringen.

## Themen und Motive
In der Story ruft Nick Adams, biografisches Alter Ego Hemingways, seine Lebensstationen ab, um nicht einschlafen zu müssen. Er leidet an der Wahnvorstellung, dass seine Seele seinen Körper verlassen würde, sobald er einschläft. Dies geht auf ein Gefühl zurück, das Nick in dem Moment erlitt, als er verwundet wurde. Nicks selbst aufgezwungener Schlafentzug steht im Kontrast zur reellen Schlaflosigkeit Johns, der gerne in der Lage wäre zu schlafen, was ihm am Ende der Geschichte dann auch tatsächlich gelingt. Nick hingegen schläft nur bei Tageslicht, weil seine Seele, so sein Wahn, nur im Dunkeln den Körper verlassen würde. Tatsächlich weiß er später rückblickend, dass er beim Versuch wach zu bleiben, sicherlich mehrmals eingeschlafen ist, dies damals jedoch anders wahrnahm.
Nicks Angst ist auf eine posttraumatische Belastungsstörung zurückzuführen, die viele Soldaten insbesondere im Ersten Weltkrieg hatten. Im Falle von Soldaten spricht man von sogenannten Kriegszitterern. Auch der Two Thousand Yard Stare wurde bei Soldaten im Ersten Weltkrieg schon beobachtet. Hemingways Darstellung ist eine authentische, möglicherweise auf eigenen Erlebnissen fußende Erzählung darüber, was einem Soldaten in dieser Form der Belastungsstörung als real erscheint. Die Vorstellung die Seele würde den Körper verlassen, wenn er schläft, wird vom Nick der späteren Jahre als Wahn verworfen, im Moment des Geschehens erschien sie jedoch völlig echt und bedrohlich.
Dabei könnte diese Furcht womöglich darauf zurückgehen, dass Nick Adams/Ernest Hemingway Angst hatte im Krieg eine Form der Menschlichkeit, sprich die Seele zu verlieren. Dabei muss es sich nicht zwingend um eigene Taten handeln, sondern mehr durch das, was man passiv oder aktiv wahrnimmt und akzeptiert.
Ein weiteres Motiv sind die Seidenraupen, die Nick am Anfang und während der Geschichte fressen hört. Sie stehen für das unerschütterliche Gleichnis der Natur, dass diese schlussendlich gleich bleibt, nur anders wahrgenommen wird. Nick und John hören sie „knabbern“, wozu Nick schließlich sagt, es sei „komisch“. Die Welt, wie Nick sie kannte, ist für immer aus den Fugen geraten und kann nur schwer grade gerückt werden.

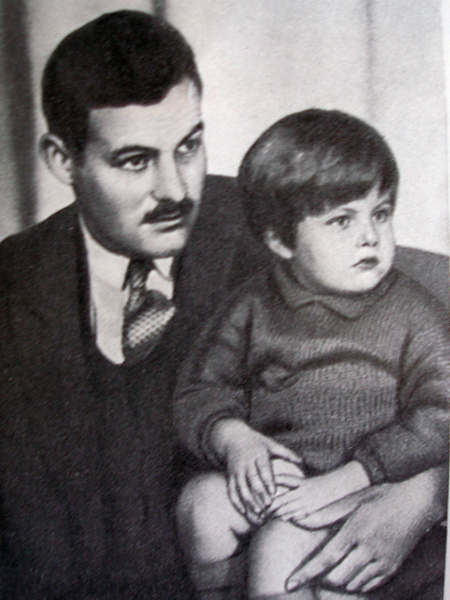
Hemingway mit seinem Sohn, 1926

Die von John vorgeschlagene Zufluchtsstätte einer Ehefrau erscheint Nick nicht wirklich hilfsreich. Er umgeht die Äußerungen Johns sorgfältig und gibt gegen Ende der Story an, noch immer nicht geheiratet zu haben. Trotz seiner Zweifel erwähnt er, was John von der Ehe halte: sie bringe alles ins Lot.

## Autobiografische Züge
Wie weit der Text von Hemingways eigenen Kriegserlebnissen an der italienischen Front inspiriert wurde, ist nicht ganz geklärt. Tatsächlich jedoch hat Hemingway viele seiner Kriegserlebnisse in Kurzgeschichten-Form mit Nick Adams als Protagonisten aufgearbeitet. Wie dieser, wurde Hemingway schwer verwundet und lag in einem Mailänder Lazarett. Diese Erfahrungen bildeten ebenso die Grundlage für weitere Short Storys Hemingways.
Wie das Ich in der Erzählung konnte auch Hemingway nach seiner Verwundung an der italienischen Front im Jahre 1917 längere Zeit nicht ohne Licht einschlafen.
Carlos Baker berichtet in seiner Hemingway-Biografie, dass der Autor unmittelbar nach seiner Kriegsverletzung unter Artilleriebeschuss schwer verwundet in einem kleinen Schuppen an der Front gelegen habe, bevor er ins Hospital transportiert werden konnte. Dabei soll er gebetet haben: „Now I lay me“.

## Titel
Der Titel des amerikanischen Originals geht auf das Kinderbettgebet Now I Lay Me Down to Sleep aus dem 18. Jahrhundert zurück. Der deutsche Titel ist dem bekanntesten deutschsprachigen Kinderbettgebet Müde bin ich, geh zur Ruh entnommen.